# Research*eu
research*eu est un magazine européen consacré à la recherche scientifique dans la communauté européenne. Il est publié en français, anglais, allemand et espagnol et est édité par l'unité communication de la DG Recherche de la commission européenne. Son abonnement a la particularité d'être gratuit et le magazine est également disponible en ligne.
La version francophone ne paraît plus depuis avril 2010.
Ce magazine était à l'origine une lettre d'information institutionnelle et est devenu au cours des années un magazine rédactionnel qui met en avant les acteurs de la recherche européenne et les projets dont ils étaient porteurs. Édité depuis 1994 sous le nom RDT info, il a été rebaptisé en 2007 research*eu et est publié à raison de dix numéros par an.